# 阿尼諾阿薩鄉 (阿爾傑什縣)
45°11′39.4″N 24°55′41.3″E / 45.194278°N 24.928139°E
阿尼諾阿薩鄉（羅馬尼亞語：Comuna Aninoasa, Argeș），是羅馬尼亞的鄉份，位於該國中南部，由阿爾傑什縣負責管轄，面積58平方公里，海拔高度161米，2009年人口3,314，人口密度每平方公里58人。